# Resolução 186 do Conselho de Segurança das Nações Unidas
Resolução 186 do Conselho de Segurança das Nações Unidas, foi aprovada 4 de março de 1964, apelou a todos os Estados-Membros em conformidade com as suas obrigações nos termos da Carta das Nações Unidas, pediu ao Governo de Chipre a tomar todas as medidas adicionais necessárias para acabar com a violência e derramamento de sangue e pediu que as comunidades de Chipre e seus líderes de agir com moderação. A resolução, em seguida, recomendou a criação de uma Força de Manutenção da Paz, no interesse da preservação da paz internacional e evitar a repetição dos combates e que, de acordo com os governos da Grécia, Turquia e Reino Unido, um mediador seria nomeado para tentar promover uma solução pacífica para o problema enfrentado no Chipre.
Foi aprovada por unanimidade.